# Gingidiobora
Gingidiobora là một chi bướm đêm thuộc họ Geometridae.